# 브랑코 후치카
브랑코 후치카(크로아티아어: Branko Hucika, 1977년 7월 10일 ~ )는 크로아티아 출신의 축구 선수이다.
1999년 울산 현대에 입단하여 1999 시즌부터 2000 시즌 두 시즌 동안 활약하였다. K리그에서 등록명은 후치카를 사용하였다